# المصدر ( كوربيه)
المصدر هي لوحة زيتية للرسام الفرنسي غوستاف كوربيه.